# Красный Путь (Брянская область)
Кра́сный Путь — опустевший поселок в Комаричском районе Брянской области в составе Быховского сельского поселения.

## География
Находится в юго-восточной части Брянской области на расстоянии приблизительно 4 км на север по прямой от районного центра поселка Комаричи.

## История
На карте 1941 года отмечен как поселение с 20 дворами.

## Население
Численность населения: 92 человека в 1979 году, 10 человек (русские 100 %) в 2002 году, с 2005 без населения.